# Portale della Valldigna

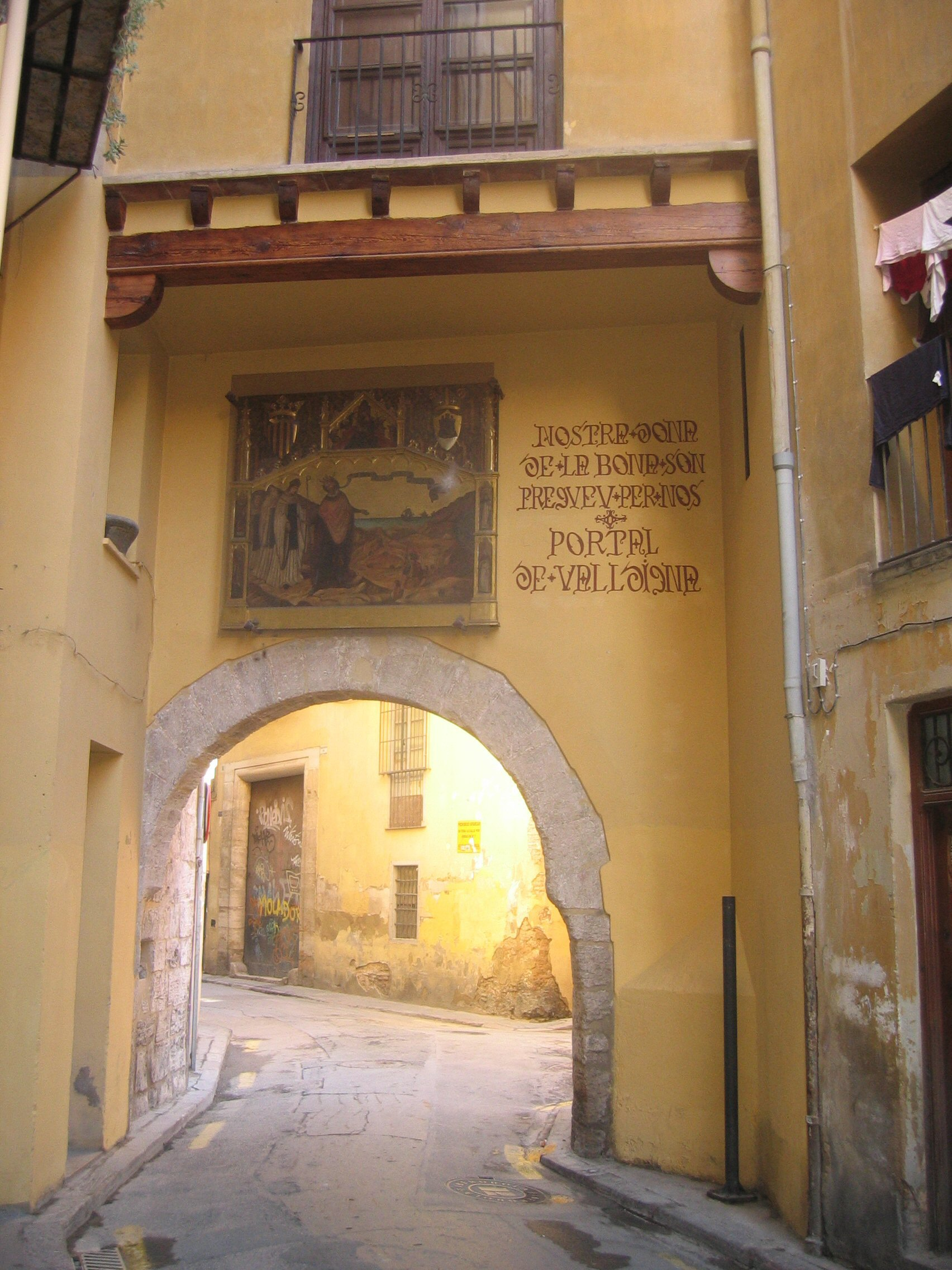
Portale della Valldigna.

Il Portale della Valldigna o Porta della Valldigna è un portale del 1400 che separava la città cristiana da quella moresca a Valencia, Spagna. Si trova nel quartiere del Carmen, nel distretto della Ciutat Vella (Città Vecchia). È un portale senza porta, che prende il nome dal Monastero di Santa María della Valldigna (Simat della Valldigna). La casa dell'abate si trovava davanti al portale. 
Aperta proprio sulla muraglia araba del secolo XI, nell'anno 1400 era la porta di accesso alla morería. È un arco a tutto sesto, di concio, con un leggero sbalzo sulle fasce laterali. È stato restaurato nel 1965. 
Nel portale c'è una riproduzione della pala originale che lì esisteva, dedicata alla Vergine che fu collocata nel 1589. La pala rappresenta il re Giacomo II di Aragona nell'atto della fondazione del monastero della Valldigna, che consegnò all'abate del Monastero di Santes Creus, con un'iscrizione che accompagna l'immagine e che dice:  "Aquesta vall per alla vostra causa" (Questa valle per la vostra causa). 
Nella parte superiore c'è la rappresentazione della Vergine con gli stemmi della città di Valencia e del monastero della Valldigna. Si tratta di una dossale degli anni '60, accanto al quale c'è un'iscrizione che dice "Nostra Dona de la Bona Son, Pregueu per nós, Portal de Valldigna."
Accanto al portale fu installata la prima stamperia del Regno di Valencia e della Penisola iberica, ad opera del mastro stampatore Lambert Palmart, nella quale nel 1474 si stampò il primo libro della Penisola, scritto in valenciano: "Les obres o trobes davall scrites les quals tracten de lahors de la sacratíssima Verge Maria (Trobes en Llaors de la Verge Maria)". Una placca commemorativa è lì a ricordarlo. 
Inoltre, vicino al portale ebbe luogo un evento vissuto dal Frate Joan Gilabert Jofré il quale si oppose all'aggressione e lapidazione di un demente, dopodiché, cambiando il suo sermone quaresimale, si adoperò a che il 9 aprile 1409 si ponessero le fondamenta del primo manicomio al mondo che chiamò "Hospital dels Folls i dels Ignocents" (Ospedale dei folli e degli innocenti).
Nel 1944 l'allora direttore del museo di Belle Arti, Manuel González Martí, prese l'iniziativa di dichiarare monumento storico-artistico il Portale della Valldigna per evitare la sua sparizione, poiché i proprietari volevano demolirlo per costruire un nuovo palazzo.

## Riferimenti
- Mariano Torreño Calatayud.: Architettura e Urbanistica in Valenzia. Collezione Terra viva. 179 pp. ISBN 9788496419087